# Sándor Sára
Dans le nom hongrois Sára Sándor, le nom de famille précède le prénom, mais cet article utilise l’ordre habituel en français Sándor Sára, où le prénom précède le nom.
Sándor Sára (né le 28 novembre 1933 à Tura dans le comitat de Pest (Hongrie) et mort le 22 septembre 2019 à Budapest) est un réalisateur, scénariste et directeur de la photographie hongrois.

## Biographie
Après des études de géodésie, Sándor Sára étudie de 1953 à 1957 le métier d'opérateur auprès de György Illés, lui-même chef-opérateur, à la Színház- és Filmművészeti Főiskola (École supérieure d'art dramatique et cinématographique) de Budapest. Il assure la photographie de quelques films réalisés dans le cadre du studio Béla Balázs. 
Il signe bientôt, en tant que directeur de la photographie, quelques-uns des films importants du cinéma hongrois des années 1960-1970 comme Remous (1964) d'István Gaál, Grimaces (1965) de Ferenc Kardos et János Rózsa, Père (1966) d'István Szabó, Dix mille soleils (1967) de Ferenc Kósa ou Sindbad (1971) de Zoltán Huszárik.
En tant que réalisateur, on lui doit 17 titres, dont le court métrage Tzigane (Cigányok), en collaboration avec István Gaál (1965), la fresque historique sur la révolution de 1848 Quatre-vingts hussards (1978) et divers documentaires. Son premier film La Pierre lancée est une chronique paysanne à caractère autobiographique.
Il reçoit le prix Kossuth en 1978.

## Filmographie partielle (en tant que réalisateur)
- 1969 : La Pierre lancée (Feldobott kö)
- 1975 : Faisan pour demain (Holnap lesz fácán)
- 1978 : Quatre-vingt hussards (Nyolcvan huszár)
- 1988 : Tüske a koröm alatt
- 1992 : Temps impitoyables (Könyörtelen idök)
- 1993 : Vigyázók
- 1996 : A vád

## Filmographie partielle (en tant que directeur de la photographie)
- 1964 : Remous (Sodrásban) d'István Gaál
- 1965 : Grimaces (Gyerekbetegségek) de Ferenc Kardos et Janos Rózsa
- 1966 : Père (Apa) d'István Szabó
- 1967 : Les Dix mille soleils (Tízezer nap) de Ferenc Kósa
- 1971 : Sindbad de Zoltán Huszárik
- 1973 : Hors du temps (Nincs idö) de Ferenc Kósa
- 1973 : 25 rue des Sapeurs (Tüzoltó utca 25) d'István Szabó
- 1974 : Chute de neige (Hószakadás) de F. Kósa
- 1977 : Contes de Budapest (Budapesti mesék) d'István Szabó
- 1981 : A mérközés de Ferenc Kósa